# 马耳他教堂

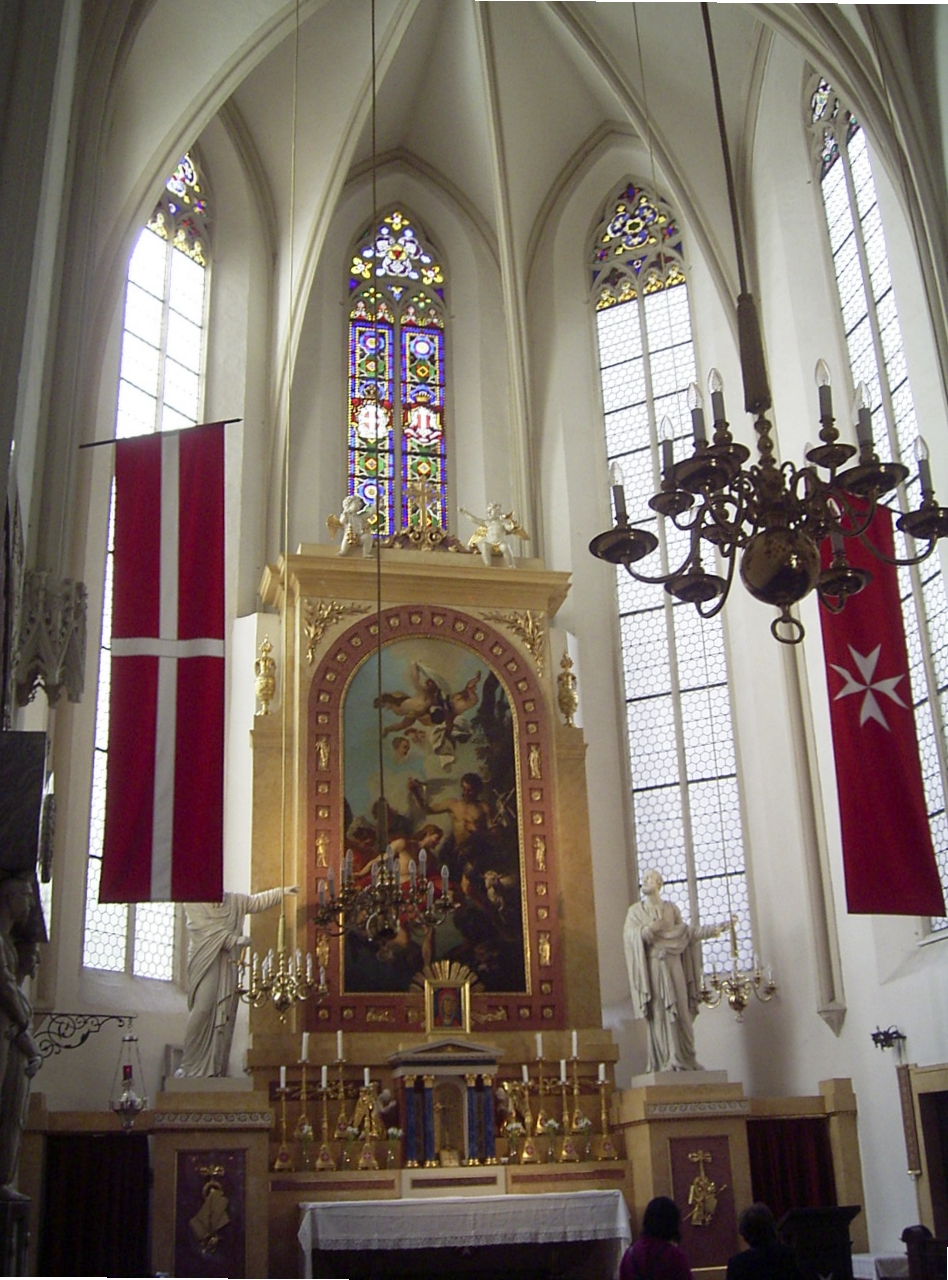
祭台

马耳他教堂（Malteserkirche）全名“圣若翰洗者教堂”（Kirche des Heiligen Johannes des Täufers）是一座医院骑士团教堂，哥特式风格，位于奥地利首都维也纳第一区（内城区）的克恩滕大街。
这一地点的第一座教堂在1217年见于记载，是支持和供养十字军的机构。目前的建筑建于15世纪中叶。在17世纪，这是亚伯拉罕·阿·桑克塔·克拉哈的讲道地点。在巴洛克时期，这座建筑重建，以适应当时的口味，在19世纪加上了花窗玻璃。该团在第一次世界大战后遇到经济困难，于1933年出售了这座教堂。1960年，这座教堂又被购回，以后分阶段逐步恢复，大致完成于1998年。  